# Лукомль (Витебская область)
Луко́мль (бел. Лукомль) — агрогородок в Чашникском районе Витебской области Беларуси. Административный центр Лукомльского сельсовета. Расположен на берегу реки Лукомка возле Лукомского озера в 5 км от Новолукомля. Известен как древнерусский город и как одно из важнейших поселений кривичей-полочан.

## История

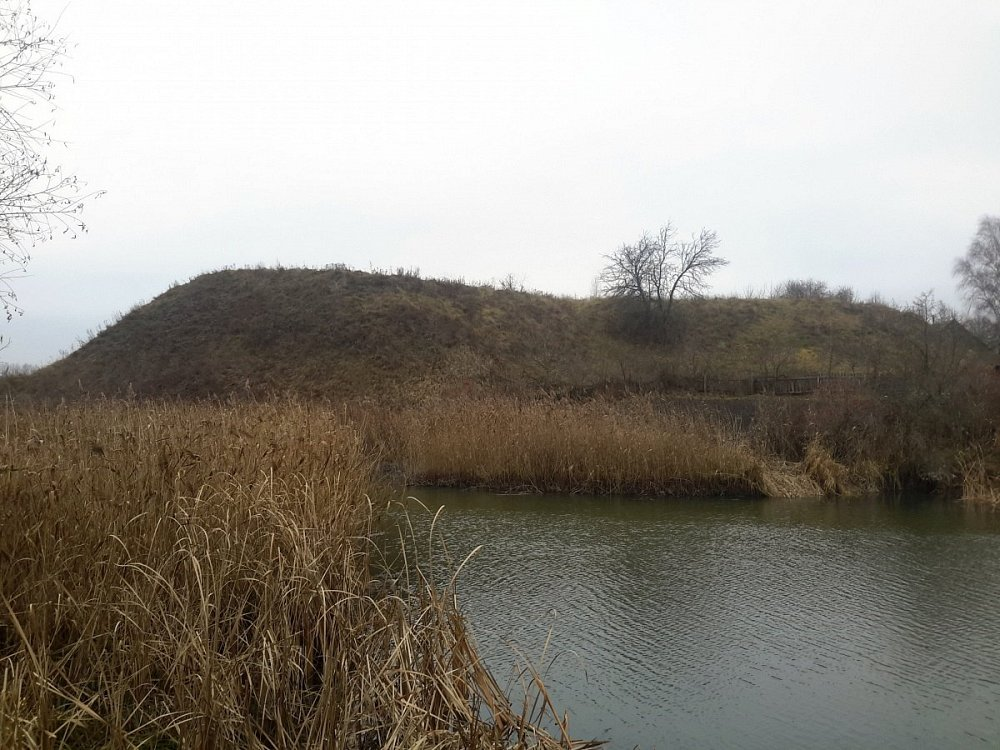
Лукомское городище

Лукомль находился в ключевом пункте на «Пути из варяг в греки», в междуречье Западной Двины и Днепра. Археологические раскопки в городе выявили культурный слой VIII—IX веков, в котором были найдены и памятники скандинавского происхождения.
Древний город впервые упомянут в 1078 году в связи с противостоянием смоленского и черниговского князя Владимира Мономаха и полоцкого князя Всеслава Брячиславича, когда Мономах опустошил Лукомль в отместку за разорение Всеславом смоленской и новгород-северской волости. При разделе владений Всеслава из Полоцкого княжества было выделено Лукомское княжество, в эпоху которого город пережил расцвет. В XIV веке оно вошло в состав Великого Княжества Литовского, продолжая иметь собственных удельных князей. От Лукомля ведёт своё происхождение княжеский род Лукомских. В 1563 году Лукомль в ходе Ливонской войны 1558—1583 годов был взят штурмом русским войском и сожжён.
В настоящее время представляет собой прямоугольно-вытянутое городище площадью около 0,2 га близ одноимённой деревни на правом берегу реки Лукомки. Неоднократно обследовался археологами. Культурный слой (2—5 м) содержит напластования различных эпох: днепро-двинской культуры, культуры типа Банцеровщины, древнерусского (XI—XIII вв.) времени и эпохи Великого Княжества Литовского.